# Aabyhøj Stadion
Aabyhøj Stadion er et stadion i bydelen Åbyhøj i Aarhus. Det er hjemmebane for den danske fodboldklub Aabyhøj IF Fodbold. I den nordvestlige kurve på Aabyhøj Stadion finder man de to stemningsskabende fangrupper Wsparcie og Young Greens. Fangrupperne holder til på en lille grøn/hvid tribune, hvor slagsange, tromme, flag og pyroteknik er fast inventar til alle hjemmekampe (og udekampe).
Klubbens ældste fangruppe hedder Aabyhøj Ultras.
|  | Denne artikel om en bygning eller et bygningsværk kan blive bedre, hvis der indsættes et (bedre) billede. Du kan hjælpe ved at afsøge Wikimedia Commons for et passende billede eller lægge et op på Wikimedia Commons med en af de tilladte licenser og indsætte det i artiklen. |

| Fodbold | Spire Denne artikel om fodbold er en spire som bør udbygges. Du er velkommen til at hjælpe Wikipedia ved at udvide den. |

56°08′56″N 10°09′50″Ø / 56.1488°N 10.164°Ø